# 오보에 협주곡 (베토벤)
《오보에 협주곡 바장조, Hess 12》는 1792-3년에 루트비히 판 베토벤에 의해 쓰인 오보에 협주곡이다. 

## 개요
본에서 퀼른의 대주교 선제후, 막시밀리안 프란츠를 섬기던 지난 몇 년 동안 베토벤은 오보에 협주곡 바장조를 작곡했다. 쓰여진 계기나 최초의 독주자가 누구였는 지는 알 수 없지만, 이 작품이 1792년 경 본의 궁전에서 연주되었던 것은 사실이다. 베토벤의 수정 작업은 선제후가 연구를 위해 그를 빈의 하이든에게 보낸 이후에도 계속되었다. 1793년 11월, 하이든은 선제후에게 그의 제자 루트비히 판 베토벤의 작곡 진행 상황에 대해 편지를 썼다. 편지에서 하이든이 언급한 모든 부분은 현재 사라졌다. 그 중에는 이 오보에 협주곡에 관한 내용도 있었다.
1792년의 이 작품의 유일한 사본은 1840년 대에 빈의 출판사에서 사라졌다. 그 존재는 1935년에 연구자들이 하이든과 베토벤의 후원자 간에 교환된 편지를 발견했을 때 확인되었으며, 하이든은 그의 젊은 독일 제자를 위해 더 많은 급여를 요청했었다. 다음으로, 한 베토벤 학자가 본 도서관에서 세 개의 악장의 시작 부분 악보를 찾아 1964년에 출판했다. 또 다른 학자는 영국 도서관에서 베토벤의 스케치 묶음 또는 초안을 조사, 본에서 발견된 단서를 사용하여 오보에 협주곡의 두 번째 악장을 식별할 수 있었다.
현재 남아있는 이 작품의 유일한 부분은 세 개의 악장의 각각의 시작 부분과 두 번째 악장의 첫 번째 초안 전체이다. 완성된 총보와 파트보가 사라졌다는 사실은 수수께끼이다. 팔중주를 작곡하던 시점에 작곡되었기 때문에 나머지 중간 악장의 스타일은 유사한 빛나는 스타일로 드리우며 궁전에서의 생활에 완벽하게 어울린다.

## 베토벤 오보에 협주곡의 존재에 대한 가정
1964년에 베토벤의 오보에 협주곡의 존재에 대한 최종 증거가 제공되었다. 요제프 하이든이 베토벤의 후원자에게 보낸 편지에서 언급했듯이, 세이어의 베토벤 전기 신판 126쪽에서 편집자 엘리엇 파우즈는 이 작품의 원본의 세 개의 악장, 각각에 대해 세 개의 인치피트를 추가했다. 세이어는 그의 저서에서 안톤 디아벨리 사와 아르타리아 사, 모두 이 작품을 소유하고 있다고 언급했다. 따라서 출판사의 카탈로그에서 인치피트를 찾을 수 있다.
본의 인치피트는 다음과 같다.
- 1악장: 바장조, 알레그로 모데라토: 주제를 소개하는 두 개의 오보에와 두 개의 바순으로 시작, 첫 번째 파트가 시작되고 오보에의 독주가 시작된다.
- 2악장: 내림나장조, 라르고: 오보에의 독주가 시작되기 전에 제1바이올린이 짧게 연주한다.
- 3악장: 바장조, 알레그레토: 론도 주제

## 원고의 발견
1970년, 영국 박물관은 카프카 스케치북이라는 책을 출판했다. 이 책은 스케치 뿐만 아니라 베토벤 생애동안 출판된 작품의 일부를 완전히 적었는데, 150쪽에서 오보에 협주곡 바장조 2악장의 스케치가 발견되었다. 스케치에서는 오보에 부분만 기록되어 있고, 피아노 부분은 불완전하다. 2악장은 네덜란드의 음악 학자(치스 뉘벤후이젠)와 작곡가(요스 반 데어 잔덴)에 의해 재건 되었으며, 2003년 로테르담에서 처음으로 공연되었다.